# NGC 4359
NGC 4359 este o galaxie spirală situată în constelația Părul Berenicei. A fost descoperită în 20 martie 1787 de către William Herschel. Se află la o distanță de 19,86 megaparseci de Pământ.